# District de Maytagh
Cette page contient des caractères spéciaux ou non latins. S’ils s’affichent mal (▯, ?, etc.), consultez la page d’aide Unicode.
Le district de Maytagh ou Dushanzi (独山子区 ; pinyin : Dúshānzǐ Qū ; ouïghour : مايتاغ رايونى / Maytağ Rayoni) est une subdivision administrative de la région autonome du Xinjiang en Chine. Il est placé sous la juridiction de la ville-préfecture de Karamay.